# Epeolus lutzi
Epeolus lutzi là một loài Hymenoptera trong họ Apidae. Loài này được Cockerell mô tả khoa học năm 1921.